# 유럽 보수와 개혁당
유럽 보수와 개혁당은 보수주의, 연성 유럽회의주의 성향의 범유럽 정당이다.

## 회원 정당
- 불가리아: 내부 마케도니아 혁명 기구-불가리아 국민운동
- 크로아티아: 크로아티아 주권당
- 체코: 시민민주당
- 독일: 자유보수개혁당
- 이탈리아: 이탈리아의 형제들
- 라트비아: 국민연합
- 리투아니아: 리투아니아 폴란드인 선거 운동-기독교 가정 연합
- 룩셈부르크: 대안민주개혁당
- 폴란드: 법과 정의당
- 루마니아: 우파 대안당
- 슬로바키아: 자유와 연대
- 스페인: Vox
- 스웨덴: 스웨덴 민주당

## 같이 보기
- 유럽 국민당